# Chalangwa
Chalangwa ist ein Verwaltungsbezirk (Ward) des Distriktes Chunya in der tansanischen Region Mbeya.

## Geografie
Chalangwa liegt im Südwesten von Tansania auf einer Hochfläche in rund 1700 Meter Seehöhe. Der Bezirk hat eine Fläche von 206,6 Quadratkilometern und bei der Volkszählung 2022 lebten hier 12.553 Menschen in 3309 Haushalten.

## Gliederung
Der Bezirk besteht aus drei Gemeinden (Mtaa) mit 14 Orten (Kitongoji):
| Chalangwa - Chalangwa A - Chalangwa B - Chalangwa C - Chemichemi - Wazenga A - Wazenga B | Itumba - Itumba - Simbalivu - Njiapanda - Kanjilinji | Isewe - Isewe - Izumbi - Mbilwa - Mbinga |

## Wirtschaft und Infrastruktur
- Bildung: Die Chalangwa Secondary School ist eine weiterführende staatliche Tagesschule, die Jugendliche bis zur 4. Stufe ausbildet.[8]
- Gesundheit: Das 1972 eröffnete staatliche Gesundheitszentrum in Chalangwa betreut Patienten stationär und ambulant.[9]
- Straße: Chalangwa liegt an der asphaltierten Nationalstraße T8 von Mbeya nach Chunya.[2][10]